# الاتحاد الديمقراطي الوحدوي
الاتحاد الديمقراطي الوحدوي، هو أحد الأحزاب القانونية التونسية. يضم تحت جناحه عددا من التيارات القومية العربية. تأسس في 23 نوفمبر/تشرين الثاني 1988 وتم الاعتراف به بعد ثلاثة أيام.
- من أهم مؤسسيه عبد الرحمن التليلي الذي كان إلى ما قبل تفرغه لهذا الحزب عضو اللجنة المركزية للتجمع الدستوري الديمقراطي الحاكم. واستمر على رأس الاتحاد الديمقراطي الوحدوي منذ تأسيسه إلى أوت/آب 2003، إذ دخل آنذاك السجن بتهمة الفساد. وخلفه على رأس الحزب السيد أحمد الإينوبلي. ويتكون مكتبه السياسي المشكل في مارس/آذار 2006 من 15 عضوا هم بالإضافة إلى الأمين العام، السادة:

رياض الغجاتي، عضو مكلف بالنظام الداخلي والانضباط الحزبي؛
أحمد الغندور، عضو مكلف بالشؤون السياسة والعلاقة مع الأحزاب؛
 نزار قاسم، عضو مكلف بالشؤون المالية؛
محمد منصف الشابي، عضو مكلف بالعلاقات العربية والخارجية؛ وهو عضو بمجلس المستشارين.
عبد الكريم عمر، عضو مكلف بالإعلام؛
كمال الساكري، عضو مكلف بمركز «الوطن» للدراسات الإستراتيجية والتوثيق؛
محمد مسيليني ، عضو مكلف بالشؤون الاجتماعية والاقتصادية؛
عادل العامري، عضو مكلف بالعلاقة مع المنظمات والجمعيات؛
الهادي الشراد، عضو مكلف بالهياكل وشؤون المناضلين؛
نور الدين بنخود، عضو مكلف بالتربية والثقافة والتعليم؛
عبد الفتاح كحولي ، عضو مكلف بالتكوين والتأطير السياسي؛
عثمان عبدلي، عضو مكلف بالمنظمات الحزبية: الشباب والطلبة والمرأة؛
محمد علي ، عضو مكلف بالعمل النيابي والبلدي والانتخابات.
- شارك الاتحاد الديمقراطي الوحدوي في كل الانتخابات التي جرت بتونس منذ سنة 1989. وقدم أمينه العام عبد الرحمن التليلي للانتخابات الرئاسية التي جرت سنة 1999 ليحصل على 0.23 بالمائة فقط من أصوات الناخبين، كما شارك أمينه العام أحمد الإينوبلي في الانتخابات الرئاسية التي انتظمت في 25 أكتوبر 2009، وحصل حسب النتائج المعلنة على نسبة 3.8 بالمائة من أصوات الناخبين. أما بالنسبة للانتخابات التشريعية ففي عام 2004 حصل الحزب -حسب النتائج المعلنة- على 92708 صوتا، وهو ما خول له الحصول على سبعة من المقاعد المخصصة لأحزاب المعارضة، وفي انتخابات عام 2009 حصل على 113773 أي بنسبة 56ر2 بالمائة، وهو ما خول له الحصول على تسعة من المقاعد المخصصة لأحزاب المعارضة.
- يصدر الاتحاد الديمقراطي الوحدوي جريدة الوطن الناطقة بالعربية والتي كانت نصف شهرية وأصبحت سنة 2008 جريدة أسبوعية. لونه الانتخابي هو البني.

## وصلات خارجية
- مدونة عن الاتحاد
- برنامج الحزب[وصلة مكسورة]